# أليس غراي
أليس غراي (بالإنجليزية: Alice Gray)‏ هي عالمة حشرات أمريكية، ولدت في 7 يونيو 1914، وتوفيت في 27 أبريل 1994.

## حياتها المبكرة وتعليمها
ولدت غراي في السابع من يونيو عام 1914 لأب مهندس وأم فلاحة. كانت مهتمة بالحشرات منذ طفولتها. ووافقت والدتها، عندما طلبت منها أليس الاحتفاظ بالحشرات التي أمسكت بها، بشرط أن تتعلم أليس ما تأكله هذه الحشرات قبل العشاء، ما دفعها لأن تصبح عالمة حشرات هاوية في سن مبكرة.
ولدت غراي في السابع من يونيو عام 1914 لأب مهندس وأم فلاحة. كانت مهتمة بالحشرات منذ طفولتها. ووافقت والدتها، عندما طلبت منها أليس الاحتفاظ بالحشرات التي أمسكت بها، بشرط أن تتعلم أليس ما تأكله هذه الحشرات قبل العشاء، ما دفعها لأن تصبح عالمة حشرات هاوية في سن مبكرة. عرفت منذ كانت في المدرسة الثانوية أنها تريد العمل في المتحف الأمريكي للتاريخ الطبيعي، وتواصلت مع قسم الحشرات والعناكب التابع لها للاستفسار عن العمل. بناءً على النصيحة التي تلقتها من رئيس مجلس الإدارة آنذاك، فرانك إ. لوتز، تقدمت إلى جامعة كورنيل والتحقت بها، ودرست علم الأحياء والحشرات وتدربت على الرسوم التوضيحية العلمية.

## عالمة الحشرات في المتحف الأمريكي للتاريخ الطبيعي
بعد تخرجها من جامعة كورنيل في عام 1937، بدأت غراي العمل في المتحف وبقيت هناك حتى تقاعدها.
أثبتت نفسها كرسامة توضيحية ماهرة ومصمّمة وكاتبة، وشاركت بمجموعة من أنشطة العلاقات العامة والاتصالات. شاركت في كتابة مطبوعات المتحف، وشيدت العديد من شاشات العرض في القسم، وصممت نماذج كبيرة، وبقيت منشوراتها في علم الحشرات المصورة مستخدمة حتى عام 2016.
كان أحد مشاريعها إنشاء نماذج واسعة النطاق عن الحشرات التي أطلقت عليها اسم »نماذج الوحوش«  شرحت عمليتها في النمذجة والغرض منها ضمن مقال مطول في دورية ميكانيكس إيلوستريتيد في عام 1945. استغرقت صناعة نموذجها الأول ستة أشهر، مع بذل جهد كبير لضمان دقته. «النموذج الجيد الصنع عبارة عن نص وكنز ... من بين مئات الأشخاص الذين يمرون بهذه النماذج يوميًا في المتحف، لا يراها كثيرون. يلقي البعض بلمحة واحدة فيصابون بالفزع ويهربون. ومع ذلك، يوجد من ينظر ويرى ويتذكر أن نماذج المتحف كافةً صممت لأجلهم.»  اتخذت من البرغوث مثالًا على عملها: ًصُمم البرغوث، الذي كان بحجم يكفي لخدمة ستة أشخاص على العشاء تحت عدسة المجهر، بشكل أملس مثير للإعجاب وبالتالي كان قادرا على الانزلاق بين الشَّعر دون أي عوائق.
كمساعدة علمية في قسم علم الحشرات، كانت غراي المعلمة الأولى في علم الحشرات. بالإضافة إلى عملها داخل المتحف، أحضرت الحشرات والعناكب إلى المدارس العامة في نيويورك، وقدمت عروضًا في الفصول الدراسية وكسبت في النهاية لقب »سيدة الحشرات« تكريمًا لجهودها التوعوية. ظهرت مع حشراتها على التلفاز في الستينيات والسبعينيات، بما في ذلك ضمن حلقة من برنامج The Tonight Show.

## فن قص الورق (الأوريغامي)
كان أول احتكاك لغراي بفن الأوريغامي عندما اشترت كتابًا عنه بناءً على صورة لحشرة من الزيزيات على الغلاف. اعتنقت هذا الفن كهواية، لكن تعمق اهتمامها بعد لقائها ليليان أوبنهايمر في الستينات. يُعزى تعميم الأوريغامي في الولايات المتحدة لأوبنهايمر، ورأت غراي في مجموعتها فنًا وحرفًا يمكن أخذهما على محمل الجد. عرضت غراي أن تصنف وتنظم المجموعة، في مشروع أصبح بعد فترة وجيزة قصة على غلاف دورية ذا أوريغاميان. في عام 1964، عندما غادر كل من رئيس التحرير والمدير الفني لتلك الدورية منصبهما، شغلت غراي كلا المنصبين، كتدبير مؤقت بدايةً ثم بشكل دائم.
في عام 1978، شاركت مع أوبنهايمر ومايكل شال، بتأسيس منظمة مركز أصدقاء الأوريغامي غير الربحي في نيويورك. اكتسبت اعترافًا دوليًا لعملها في تطوير النماذج وكتابة الكتب ودعمها بشكل عام لمجتمع فن طيّ الأوراق. حصلت غراي على مكتب خاص لهذا المجتمع داخل المتحف والذي بقي موجودًا فيه حتى عام 2016. تغير اسم الدورية إلى أوريغامي الولايات المتحدة الأمريكية عندما توفيت أوبنهايمر في عام 1992، وبقيت أكبر منظمة أوريغامي في الولايات المتحدة.
أصبح طي الورق لإنشاء ألعاب ونماذج من الحشرات جزءًا من عملها في المتحف. قدمت فكرة استخدام حشرات الأوريغامي لتزيين شجرة عيد الميلاد في المتحف. في السنوات اللاحقة، أصبح تزيين الشجرة ليس فقط بالحشرات، لكن أيضًا بتمثيلات لعديد من مناطق المتحف من الأوريغامي أمرًا شائعًا. عندما لفتت انتباه لجنة أمناء المعرض، أصبحت شجرة الأوريغامي تقليدًا سنويًا، وبقيت نشطة حتى عام 2016.
عندما نظر الكتّاب اليابانيون في إنشاء كتاب للمبتدئين عن فن الأوريغامي لأطفال المدارس الأمريكيين، أشركوا غراي مع الفنان الياباني المعروف كونيهيكو كاساهارا للعمل على كتاب سحر الأوريغامي، الذي صدر في عام 1977 ووُضع اسم أوبنهايمر تحت خانة المصور.
كرّس الفنان مايكل لافوس لغراي فراشة أوريغامي تدعى »أليس« في عام 1992.

## حياتها لاحقًا
تقاعدت غراي من المتحف في عام 1980، بعد مرور ثلاث وأربعين عام، لكن بقيت كمتطوعة فيه. في العام التالي، أُعطيت لقب «مساعدة علمية فخرية». من بين أنشطتها الأخرى، واصلت المساعدة في الاتصالات العامة وشاركت في تصميم حشرات أوريغامي لشجرة عيد الميلاد في المتحف. واصلت نشاطها أيضًا في مجتمعات الأوريغامي، حيث عملت كرئيسة للمنظمة التي ساعدت في تأسيسها، مركز أصدقاء الأوريغامي في أمريكا، من 1985-1989. توفيت في مدينة نورووك ضمن ولاية كونيتيكت، في السابع والعشرين من أبريل عام 1994 عن عمر ناهز التاسع والسبعين.